# Panzer Dragoon-serien
Panzer Dragoon-serien är en blandning av RPG- och shoot 'em up-spel från Sega. Spelen utgavs mellan åren 1995 och 2002, och utspelar sig i en postapokalyptisk miljö.

## Spel
| Titel                  | Släppår |
| ---------------------- | ------- |
| Panzer Dragoon         | 1995    |
| Panzer Dragoon R-Zone  | ?       |
| Panzer Dragoon II Zwei | 1996    |
| Panzer Dragoon Mini    | 1996    |
| Panzer Dragoon Saga    | 1998    |
| Panzer Dragoon Orta    | 2002    |

### Fotnoter
1. ↑  ”Panzer Dragoon series” (på engelska). Mobygames. http://www.mobygames.com/game-group/panzer-dragoon-series. Läst 9 maj 2015.